# Франц Фенір
Франц Фенір (нім. Franz Venier; 15 червня 1883, Егер — 10 жовтня 1944, Балтійське море) — австро-угорський і німецький офіцер-підводник, фрегаттен-лейтенант ВМС Австро-Угорщини (1 листопада 1915), корветтен-капітан крігсмаріне (1 вересня 1943).

## Біографія
В 1912 році вступив у ВМС Австро-Угорщини. Учасник Першої світової війни. З 1917 року — 3-й, з 1918 року — 2-й офіцер підводного човна U-4.
В червні-листопаді 1941 року — вахтовий офіцер на UD-3. З 3 листопада 1941 по 14 грудня 1942 року — командир UD-1, з 30 січня 1943 по 1 квітня 1944 року — UD-2, після чого був переведений в приймальне командування підводних човнів. Загинув на борту U-2331, який потонув під час тренувального плавання.

## Нагороди
- Срібна медаль «За військові заслуги» (Австро-Угорщина) з мечами — нагороджений двічі (1915, 1917).
- Срібна медаль «За хоробрість» (Австро-Угорщина) 1-го класу (1917)
- Хрест «За військові заслуги» (Австро-Угорщина) 3-го класу з військовою відзнакою і мечами (1918)
- Військовий хрест Карла (1918)
- Пам'ятна військова медаль (Австрія) з мечами
- Почесний хрест ветерана війни з мечами